# I Know (Jay-Z)
I Know è un singolo del rapper statunitense Jay-Z, pubblicato l'8 gennaio 2008 come terzo estratto dal decimo album in studio American Gangster.

## Descrizione
È stato prodotto dai Neptunes e vi ha partecipato Pharrell Williams. Il singolo non è riuscito a classificarsi all'interno della Billboard Hot 100, ma ha raggiunto la posizione n.26 nella Hot R&B/Hip-Hop Songs e la n.11 all'interno della Hot Rap Tracks. Si tratta del singolo che ha avuto meno attenzione fra i tre estratti dall'album (gli altri due erano Blue Magic e "Roc Boys (And The Winner Is...)".
Il testo è stato scritto dagli stessi Jay-Z e Pharrell.

## Video musicale
Il video ha debuttato su Yahoo! Music il 26 febbraio 2008 ed è stato diretto da Philip Andelman.
L'atmosfera è triste. Il protagonista non è Jay-Z, bensì una giovane donna affetta da droga (interpretata da Zoë Kravitz) che cammina per le strade di New York, passa il tempo nel suo appartamento ed entra anche in un night club. È il primo videoclip in cui Jay-Z non appare per niente.

## Classifiche
| Classifica (2008)         | Posizione massima |
| ------------------------- | ----------------- |
| Stati Uniti (R&B/hip-hop) | 26                |
| Stati Uniti (rap)         | 11                |